# Ốc gai trắng
Ốc gai trắng (Danh pháp khoa học: Chicoreus ramosus) là một loài ốc biển trong họ Muricidae. 

## Đặc điểm
Chúng có vỏ lớn chắc, nhìn dạng ngoài như một cục xương có nhiều gai. Số tầng xoắn ốc 7. Miệng vỏ tròn, mép ngoài miệng dạng răng cưa, mép trong miệng láng mỏng, mương trước miệng sâu, dài, không thẳng, mương sau miệng không rõ ràng chỉ là một lõm đơn giản.
Ốc thường phân bố nhiều ở vùng biển nhiệt đới ấn Độ - Thái Bình Dương, ở Việt Nam thường gặp nhất là ven biển miền Trung và các đảo, nơi có các rạn đáy đá ngầm. Vỏ có hình thù kỳ lạ, là hàng mỹ nghệ được ưa thích.